# Alonso Turrillo de Yebra
Alonso Turrillo de Yebra ( España, siglo XVI- Santa Fe de Bogotá, 1634) fue un ingeniero y arquitecto militar español.
Estuvo al servicio de los reyes Felipe II, Felipe III y Felipe IV. Turrillo se convirtió en el primer tesorero real de Madrid en 1607 y posteriormente llegó al nuevo Reino de Granada en 1621 con una orden real que le acreditaba para crear la primera Casa de Moneda ( literalmente, casa del dinero) en el Nuevo Reino de Granada. Turrillo se convirtió en el primer tesorero real de Santafé de Bogotá.[cita requerida]
Turillo fue funcionario en Cartagena de Indias y Capitán Superintendente del Imperio Español.
Su pariente, Antonio de Vergara Azcárate, heredó el título de Tesorero y asumió el cargo real durante 50 años.